# Місія Феофана III в Україні
Феофана III місія в Україні — відновлення Єрусалимським патріархом Феофаном III (н. бл. 1570 — п. 1644, патріарх з 1608) православної церковної ієрархії Київської митрополії. На Берестейському церковному соборі 1596 року православний митрополит Київський та більшість єпископів приєдналися до унії  що спричинило протистояння православних з уніатами у Києві. Ті ієрархи, які не залишилися православними (єпископи Львівський Гедеон Балабан та Перемишльський Михайло Копистенський), згодом померли.
Тож, до початку 1620-х рр. українсько-білоруська православна церква певний час мала лише одну Львівську і Галицьку єпископську кафедру, яку посідав Єремія Тисаровський (він став єпископом Львівським, бо дав польському королю Сигізмунду III Ваза обіцянку прийняти унію, однак відмовився її виконувати). Оскільки влада Речі Посполитої підтримувала унійну (греко-католицьку) церкву і не бажала йти на поступки православним, серед політично активних кіл православної шляхти, духовенства, міщан та козаків виник рух за свою конфесійну свободу, а також народився план відновлення православної ієрархічної структури Київської митрополії в обхід заборон офіційної Варшави.
Представники цих кіл вирішили звернутися до патріарха Єрусалимського Феофана III із проханням про висвячення православних архієреїв і про заповнення вакантних єпископських кафедр Київської митрополії. Наприкінці 2-го десятиліття XVII ст. цей патріарх перебував у Москві (у червні 1619 він висвятив на патріарха Московського Філарета (Федора Микитовича Романова, батька царя Михайла Федоровича). За деякими даними, узимку 1620 попередні контакти з Феофаном III могли мати посли Війська Запорозького, яких послав до московського царя П.Конашевич-Сагайдачний.
25 березня 1620 патріарх Єрусалимський із представницькою свитою, у тому числі з екзархом константинопольського патріарха Арсенієм, прибув до Києва, зупинившись у Київському Братському Богоявленському монастирі. Його охорону взяли на себе запорозькі козаки.
Гетьман П.Конашевич-Сагайдачний видав універсал щодо гарантування безпеки патріарха Єрусалимського в Україні (тим часом гетьман великий коронний С.Жолкевський плекав план таємного арешту Феофана III як начебто турецького шпигуна). До Києва приїхали також болгарський митрополит Софійський Неофіт і грецький єпископ Стагонський Авраамій, які на той час уже перебували в Україні. Феофан III брав участь у богослужіннях у багатьох київських храмах, видавав патріарші грамоти, спрямовані на зміцнення братського руху в Україні. Представники українського православного духовенства, зокрема Іов Борецький — ігумен Київського Свято-Михайлівського Золотоверхого монастиря, а також депутації від Київського Богоявленського братства і від Війська Запорозького наполегливо
прохали Феофана III висвятити православних архієреїв. Після деяких вагань, спричинених побоюванням репресій з боку польської влади, він погодився на проведення цієї хіротонії (рукопокладення).
Єрусалимський патріарх розіслав від свого імені грамоти до всіх православних Речі Посполитої про обрання кандидатур, гідних єпископського сану. Таємно від польської влади він здійснив висвячення православних митрополита і єпископів, а також поставлення на єпископські кафедри.
Це відбулося в часовому проміжку після 25 (15) серпня і до 10 вересня (31 серпня). Митрополитом Київським, Галицьким і всієї Русі (Малої Росії) став Іов Борецький; єпископом Володимирським та Берестейським — Ієзекиїл (Йосиф) Курцевич (архімандрит Трахтемирівського монастиря); архієпископом Полоцьким, Мстиславським і Вітебським — Мелетій Смотрицький (чернець Віленського Святого Духа монастиря); єпископом Луцьким
і Острозьким — Ісакій Борискович (ігумен Чернчицького монастиря, що поблизу Луцька);
єпископом Перемишльським і Самбірським — Ісайя (ігумен Київського Межигірського Спасо-Преображенського монастиря); єпископом Холмським та Белзьким — Паїсій (Іполитович), єпископом Пінським і Туровським — грецький єпископ Авраамій. 13 вересня Феофан III, супроводжуваний козаками нового запорозького гетьмана Я.Бородавки, виїхав із Києва додому, в бік кордону з Молдавським князівством. Однак йому довелося повернутися назад через тривожні звістки про несприятливий для польських сил перебіг Цецорської битви 1620 року. Лише за кілька місяців по цьому патріарх Єрусалимський поновив спробу повернутися додому. На прохання польської влади 17 січня 1621 року він із Трахтемирівського монастиря звернувся до козаків Війська Запорозького, закликавши їх дати збройну відсіч османському султанові Осману II, який мав намір напасти на Річ Посполиту.
Тим часом уже на початку лютого 1621 року Сигізмунд III оголосив Феофана самозванцем і турецьким шпигуном, а також видав універсал про арешт Іова Борецького та Мелетія Смотрицького за фальшивим звинуваченням у зраді на користь Османської імперії. Невдовзі православні відповіли на ці звинувачення протестами та посиленням політичної боротьби з метою домогтися від офіційної Варшави визнання відновленої православної церковної ієрархії (щодо цього успіх прийшов лише 1633 року). Взимку 1621 року патріарх Єрусалимський виїхав із Трахтемирівського монастиря з козацькою охороною. Серед тих, хто супроводжував патріарха, був полковник П.Конашевич-Сагайдачний.
Очевидно, у 20-х числах лютого 1621 року Феофан III прибув до Сорок (нині місто в Молдові). Подальша його подорож виявилася нещасливою, оскільки в районі Кілії або Ізмаїла на нього та його почет, за відсутності козацької охорони, напали турки.
Відновлення Феофаном III православної церковної ієрархії Київської митрополії врятувало Православну церкву в Україні та Білорусі від остаточного занепаду, посприяло зміцненню її організаційної структури, а також помітно консолідувало в Україні рух за конфесійну свободу православних.